# بيان المذكرة الإلكترونية
المذكرة الإلكترونية ((بالتركية: e-muhtıra)‏) هي بيان هيئة الأركان العامة المثير للجدل، الذي صدر على موقعها على الإنترنت ويتناول وجهة نظرها بخصوص الانتخابات الرئاسية التركية في عام 2007. وكان المرشح الأوفر حظًا للفوز في هذه الانتخابات عبد الله غول. يعتبر مكتب الرئاسة التركي حارس النظام العلماني للدولة؛ ولهذا حقيقة أن زوجة عبد الله جول ترتدي الحجاب الإسلامي، وكذلك تاريخه في الإسلام السياسي، قد حوّلت الانتخابات إلى أزمة سياسية.
وخلال الأزمة، في شهر أبريل 2007، تم نشر هذا البيان على الموقع الرسمي للقوات المسلحة التركية (TSK) ويتناول الانتخابات الرئاسية التركية:
«ترتكز المشكلة التي ظهرت في عملية الانتخابات الرئاسية على الجدل حول العلمانية. كما تشعر القوات المسلحة التركية بالقلق إزاء الوضع في الفترة الأخيرة. ... وتعتبر القوات المسلحة التركية طرفًا في تلك المجادلات، وهي المدافع المطلق عن علمانية الدولة. وكذلك تعارض القوات المسلحة التركية بشكل قاطع تلك الآراء الجدالية والتعليقات السلبية. وسيتم عرض موقف القوات المسلحة التركية وسيتم اتخاذإجراء علني وواضح حينما تقتضي الضرورة ذلك... بالنسبة لأولئك الذين يعارضون آراء القائد العظيم مصطفى كمال أتاتورك،» ما مدى سعادة الشخص وهو يقول أنا تركي«وهو عدو لجمهورية تركيا، وسيظل كذلك. إن القوات المسلحة التركية مصممة على القيام بواجباتها بموجب القانون فيما يتعلق بحماية الخصائص غير القابلة للتغيير في الجمهورية التركية. وولاؤها مطلق لهذا القرار.»ref> 

يشار إلى أن مصطلح المذكرة الإلكترونية قد صاغه أورال أكبولوت لوصف بيان الأركان العامة لأنه نشر على الإنترنت.

## رد الحكومة 59
ردًا على هذه التصريحات والبيانات، أدلى المتحدث باسم الحكومة جميل جيجيك بحديث في هذا الخصوص. وقال فيه إن الحكومة رقم 59 كان وضعها حساسًا بشأن الدولة العلمانية والديمقراطية والاجتماعية والقانونية. وأضاف جيجيك أن بيانات الجيش اعتبرت مناهضة للحكومة 59. وأضاف جيجيك، في الدولة القانونية الديمقراطية، من الغريب حتى التفكير في مثل ذلك.

## ردود الفعل الدولية حول المذكرة الإلكترونية
- الاتحاد الأوروبي – حذر الاتحاد الأوروبي الجيش التركي من عدم التدخل في السياسة. وقال مفوض شؤون توسيع الاتحاد الأوروبي أولي رين:

«هذه حالة اختبار واضحة عما إذا كانت القوات المسلحة التركية تحترم العلمانية والقيم الديمقراطية... كما أن التوقيت غريب ويثير الدهشة نوعًا ما. ومن المهم أن يحترم الجيش أيضًا قواعد اللعبة الديمقراطية ودوره الخاص في تلك اللعبة.»

- الولايات المتحدة – كانت الولايات المتحدة مهتمة أيضًا بهذه المسألة. قال دان فرايد، مساعد وزيرة الخارجية للشؤون الأوروبية والأوروبية الأسيوية: «نحن نراقب الأمر من منظور حيادي.» ومع ذلك، بينما كان يجيب على سؤال عما إذا كانت الولايات المتحدة تدعم نهج الاتحاد الأوروبي في هذا الإطار، قالت وزيرة الخارجية الأمريكية كوندوليزا رايس: «الولايات المتحدة تدعم بشكل كامل الديمقراطية التركية وإجراءاتها الدستورية، وهذا يعني أنه يجب تأييد الانتخابات والنظام الانتخابي. إذن، نعم. الجواب هو نعم، ستتخذ الولايات المتحدة موقفًا مماثلاً»، وتدعم نهج الاتحاد الأوروبي.[4]

## النتائج المترتبة
عبد الله غول لم يتم انتخابه رئيسًا لأن نواب المعارضة قاطعوا الانتخابات بالكامل تقريبًا، وتمت الدعوة لانتخابات عامة. في الانتخابات حصل حزب العدالة والتنمية على 341 مقعدًا وحصل حزب الحركة القومية (MHP) على 71 مقعدًا. لأن حزب الحركة القومية لم يقاطع الانتخابات، حضر على الأقل 367 عضوًا وتم انتخاب عبد الله غول رئيسًا بدعم حزب العدالة والتنمية.
يشار بيوكانيت، رئيس هيئة الأركان العامة حينئذ، صرح أنه من كتب هذا البيان لكنه نفى أنه كان مذكرة.
كمال قلجدار أوغلي زعيم حزب الشعب الجمهوري منذ عام 2010، قال سيرفع حزب الشعب الجمهوري شكوى جنائية ضد الرئيس السابق لهيئة الأركان العامة الجنرال بويوكانيت.